# TYPO3
TYPO3 (тайпо три) — система управления сайтами (CMS/CMF) с открытым исходным кодом и свободной лицензией. Является гибкой расширяемой системой с большим количеством модулей и функций.
Написана на PHP, для хранения данных использует любую реляционную базу данных, поддерживаемую TYPO3 DBAL, включая MySQL, Oracle Database, PostgreSQL и другие. Работает на таких серверах, как Apache, Nginx или IIS, и на большинстве операционных систем, таких как Linux, Microsoft Windows, FreeBSD, Mac OS X и OS/2.
Система создана Каспером Скорхёем и распространяется бесплатно под лицензией GNU GPL.

## Концепция
Структура сайта в TYPO3 представлена деревом страниц. На каждой странице могут быть размещены элементы содержимого — небольшие блоки информации: текст, текст + изображение, изображение, таблица, чистый html, плагин и др.
TYPO3 основана на шаблонах. Существуют готовые шаблоны для TYPO3, однако в основном шаблоны строятся заново на специальном конфигурационном языке TypoScript. Несмотря на использование script в названии, TypoScript не является процедурным языком. Он используется для конфигурирования и отображения сайта. TypoScript является альтернативой другим конфигурационным языкам, таким как ini- или conf-файлы, XML или JSON.
TYPO3 имеет два режима работы: frontend и backend. Frontend — это «лицо» сайта, то, каким он виден посетителям. Backend — это интерфейс для администраторов и редакторов сайта. Кроме того, поддерживается режим frontend-редактирования, позволяющий редакторам вносить правки непосредственно при просмотре «лица» сайта.

## Основные возможности
- Редактор текста с форматированием (RTE) и проверка орфографии
- Редактор текста с форматированием (FCKeditor) и модификация от сторонних разработчиков
- Отмена изменений и история изменений
- Предпросмотр перед публикацией
- Буфер обмена
- Редактирование содержимого из frontend и backend
- Внутренние ссылки (возможны ссылки на уровне элементов содержимого)
- Внутренний поисковый механизм
- Одна установка системы для многих сайтов (с единым деревом страниц)
- Одна установка системы для многих доменов
- Гибкая система разграничения прав для редакторов сайта
- Динамическое построение меню — текстовых и графических
- Возможность авторизации пользователей через LDAP
- Версионирование
- Рабочие области (workspaces)
- Поддержка WML
- Поддержка XML
- Поддержка импорта и экспорта RSS
- Экспорт в PDF
- Экспорт в статический HTML
- Кэширование страниц

### Расширения
Хотя система предоставляет широкие возможности по созданию и наполнению сайтов сразу после установки, функциональность системы можно значительно расширить с помощью дополнительных модулей, называемых расширениями (extensions). Каталог расширений представлен на сайте https://extensions.typo3.org/. Ранее этот каталог был единственным местом, откуда загружались расширения. После того, как TYPO3 начал использовать Composer для установки пакетов, расширения можно загрузить из любого репозитория, связанного с composer.
Примеры расширений для TYPO3:
- Гибкая новостная система
- Форум
- Интеграция с существующими форумами
- Галереи изображений
- Интернет-магазин и каталог
- Голосования
- Блог
- Кнопки редактирования контента
- Рассылки
- Чат
- Календарь
- Интеграция с социальными системами
- Интеграция с файловыми хранилищами AWS, OneDrive, DropBox и прочими
- Доступностьtr

## Применение
TYPO3 работает более чем на 500 тыс. сайтах, включая сайты Epson Corporation, Philips, Schwarzkopf, UNICEF, Konica Minolta, Cisco. TYPO3 используется на сайтах десятков европейских банков, сотен международных организаций и крупных компаний, уделяющих значительное внимание безопасности своих интернет-систем. В России TYPO3 используют ВЦИОМ, РГМУ, сервер органов государственной власти Республики Бурятия, Республики Дагестан, банк «Финсервис», группа компаний «Инталев»,  ОАО «Хакасэнерго» и другие организации.